# Ховахт (Балтийское море)
Ховахт (нем. Hohwacht) — община в Германии, в земле Шлезвиг-Гольштейн.
Входит в состав района Плён. Подчиняется управлению Лютенбург-Ланд. Население составляет 901 человек (на 31 декабря 2010 года). Занимает площадь 8,77 км².

## Галерея
- Ховахт (Балтийское море)
- Смотровая площадка Flunder
- Пляжная набережная и пристань
- Карта окрестностей